# Глинки (Надвірнянський район)
Гли́нки — село в Україні, у Надвірнянському районі (до 1962 р.- Ланчинський) Івано-Франківської області (до 1962 р. — Станіславська). Входить до складу Ланчинської селищної громади.

## Археологія
Поселення Глинки відноситься до черняхівської культури (археологічна культура, яка існувала в 100—500 роках нашої ери), дата дослідження — 1984 рік, розташування — один кілометр на схід від села, розмір — один гектар. 

## Історія
Перша писемна згадка про село Глинки датується 1644 р. За даними 1862 р. у Глинках навчались 53 учні та 6 учениць (вчитель А. Дмухнович). За переписом 1931 року в селі Глинки мешкала 971 особа, було 207 будинків. У 1934 р. призначений поляками при адміністративній реформі начальник ґміни Середній Майдан відібрав у громади села пасовище і продав польському прихвосню.
До 1950 р в селі був утворений колгосп імені Чапаєва. Внаслідок переселення 1950 року ліквідовано населений пункт Глинки. 12 грудня 1950 р. до інформаційно-статистичного відділу при секретаріаті Президії Верховної Ради Української РСР виконавчим комітетом Станіславської обласної Ради депутатів трудящих було надіслано подання про ліквідацію Глинківської сільради Ланчинського району, з приєднанням її території Середньомайданській і Гаврилівській сільським радам цього ж району.

## Сьогодення
В селі є сільський клуб, фельдшерсько-акушерський пункт на два кабінети, магазин. Є автобусне сполучення з обласним центром, рейс «Глинки—Івано-Франківськ». В 1990 році відновлено хрест на честь скасування панщини 15 травня 1848 року. Також в селі відновлено могилу «Борцям, за волю України».
На території села знаходиться українська греко-католицька церква Святого Миколая, збудована в 1876 році. Реставрована в 1987 році. Колишній житель села Глинки Томаш Михалків з дружиною Ольгою в 2002 р . подарували церковний дзвін, який закликає людей до святині в неділю та в свята. На той час вони проживали в Канаді. До 1991 року була єдиною церквою для трьох сіл — Глинки, Середній Майдан, Вишнівці.

## Населення

### Мова
Розподіл населення за рідною мовою за даними перепису 2001 року:
| Мова       | Кількість | Відсоток |
| ---------- | --------- | -------- |
| українська | 184       | 100%     |

## Галерея

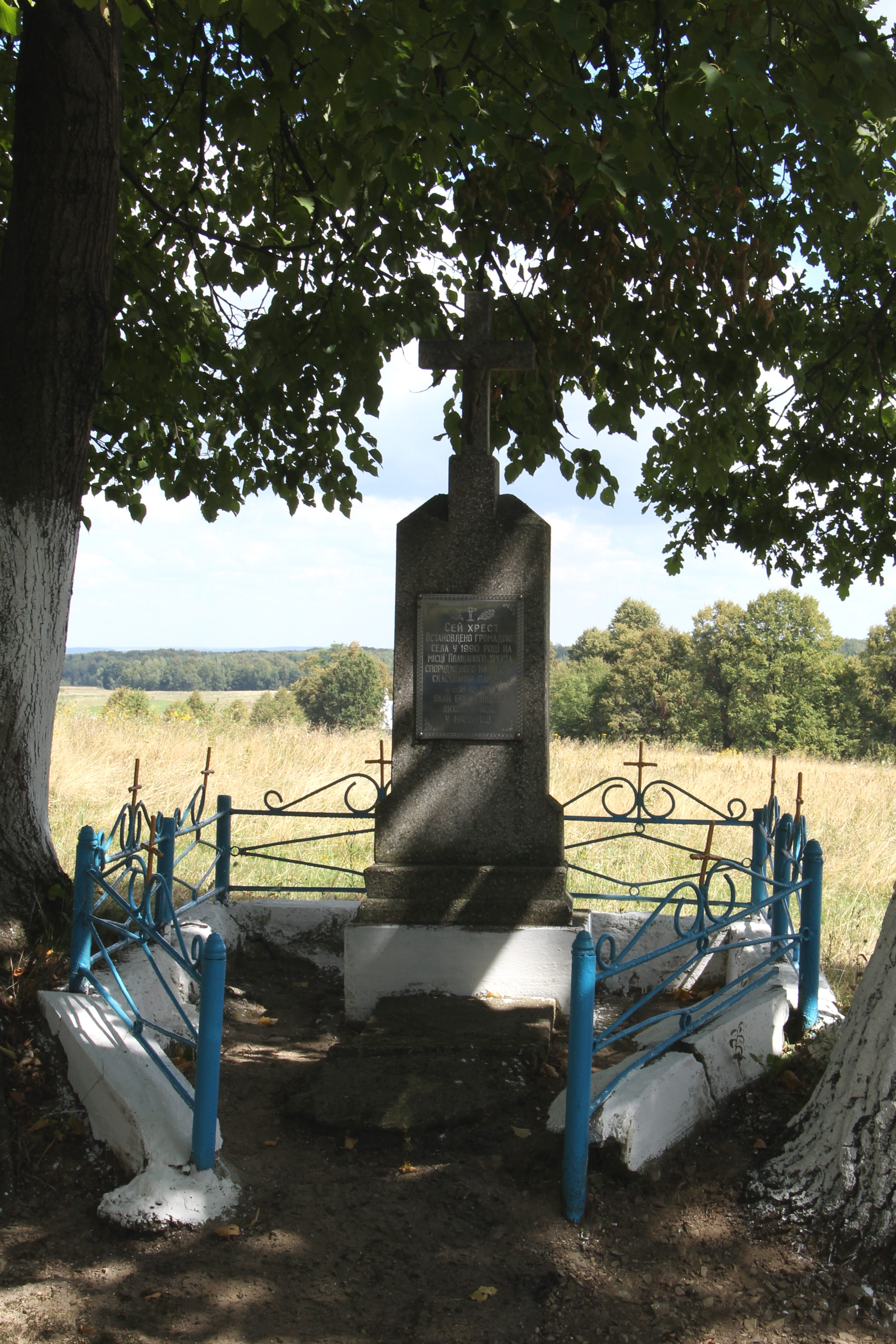
Хрест на честь скасування панщини у 15 травня 1848 році (відновлений у 1990 році).
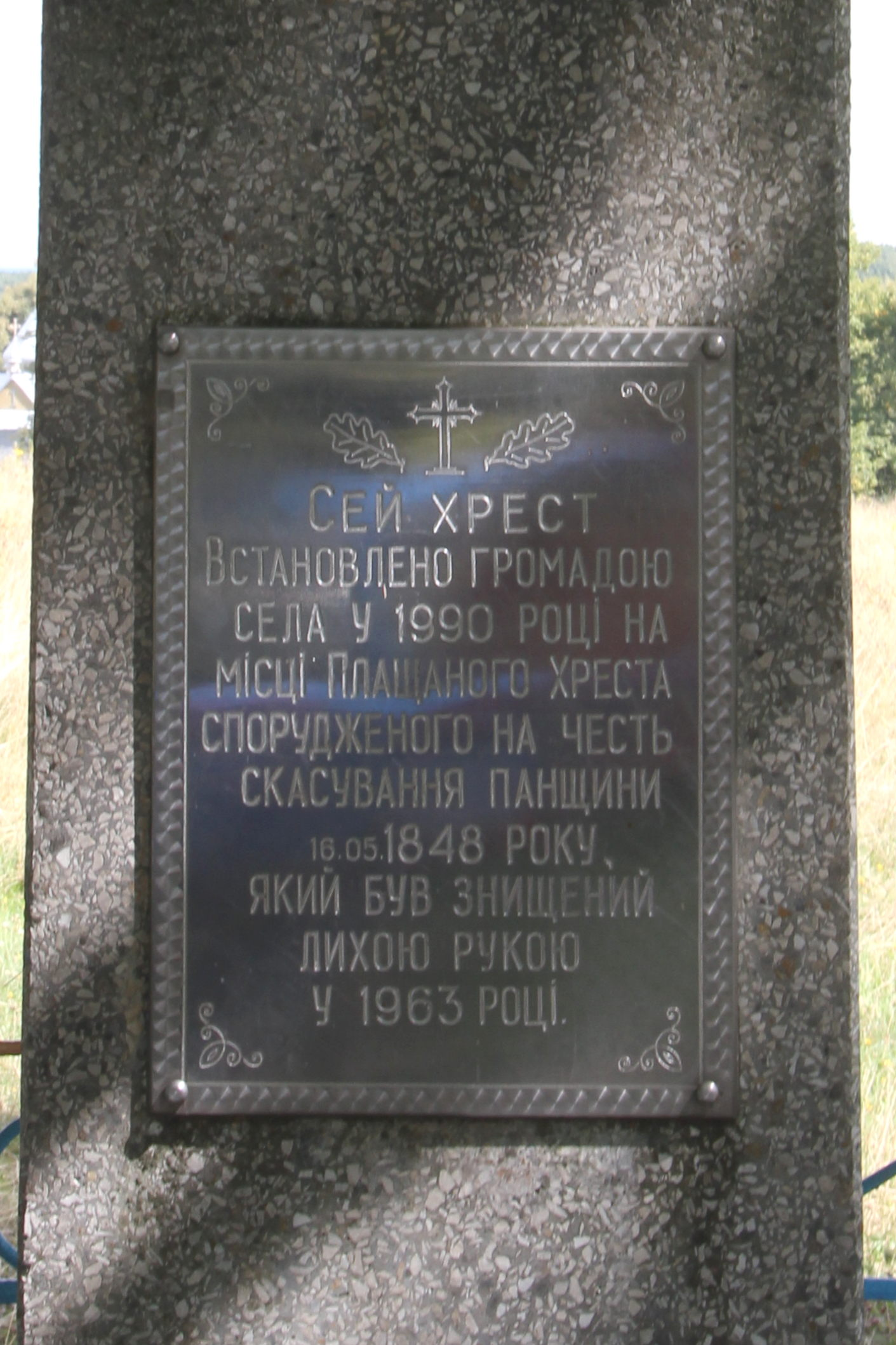
Напис на хресті на честь скасування панщини 15 травня 1848 року.
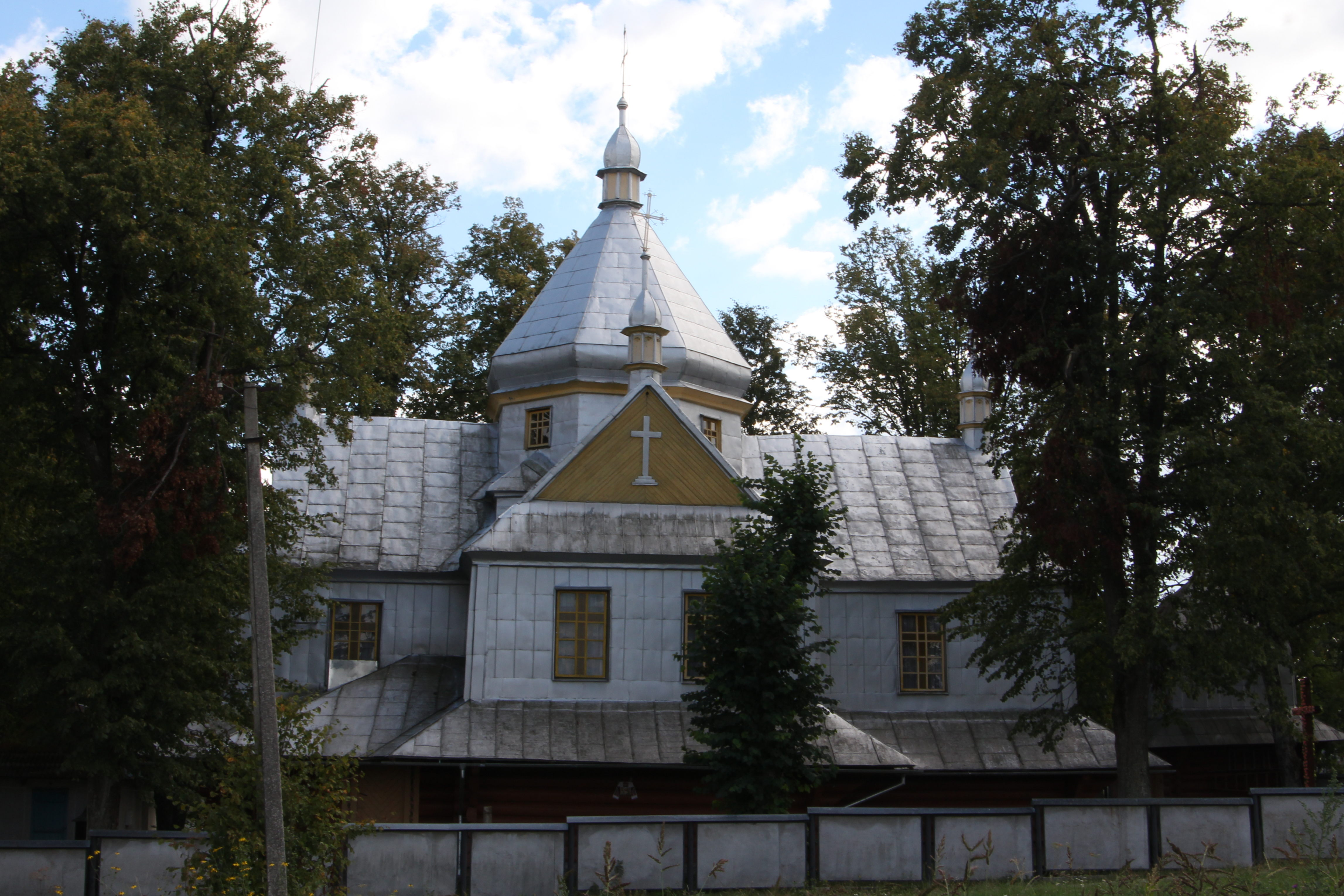
Греко-католицька церква Святого Миколая, збудована у 1876 році
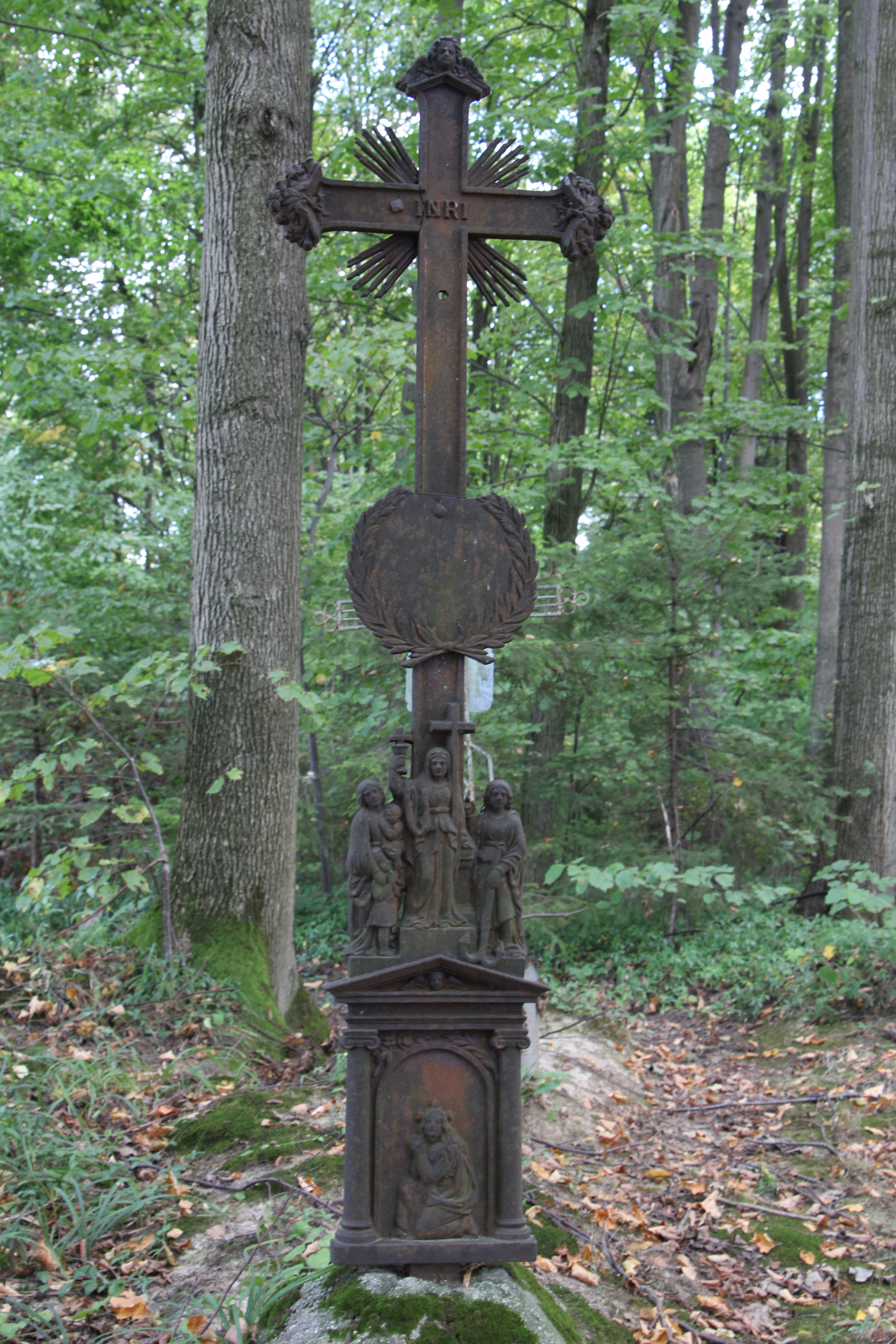
Старовинний хрест на старому  кладовищі, без написів.
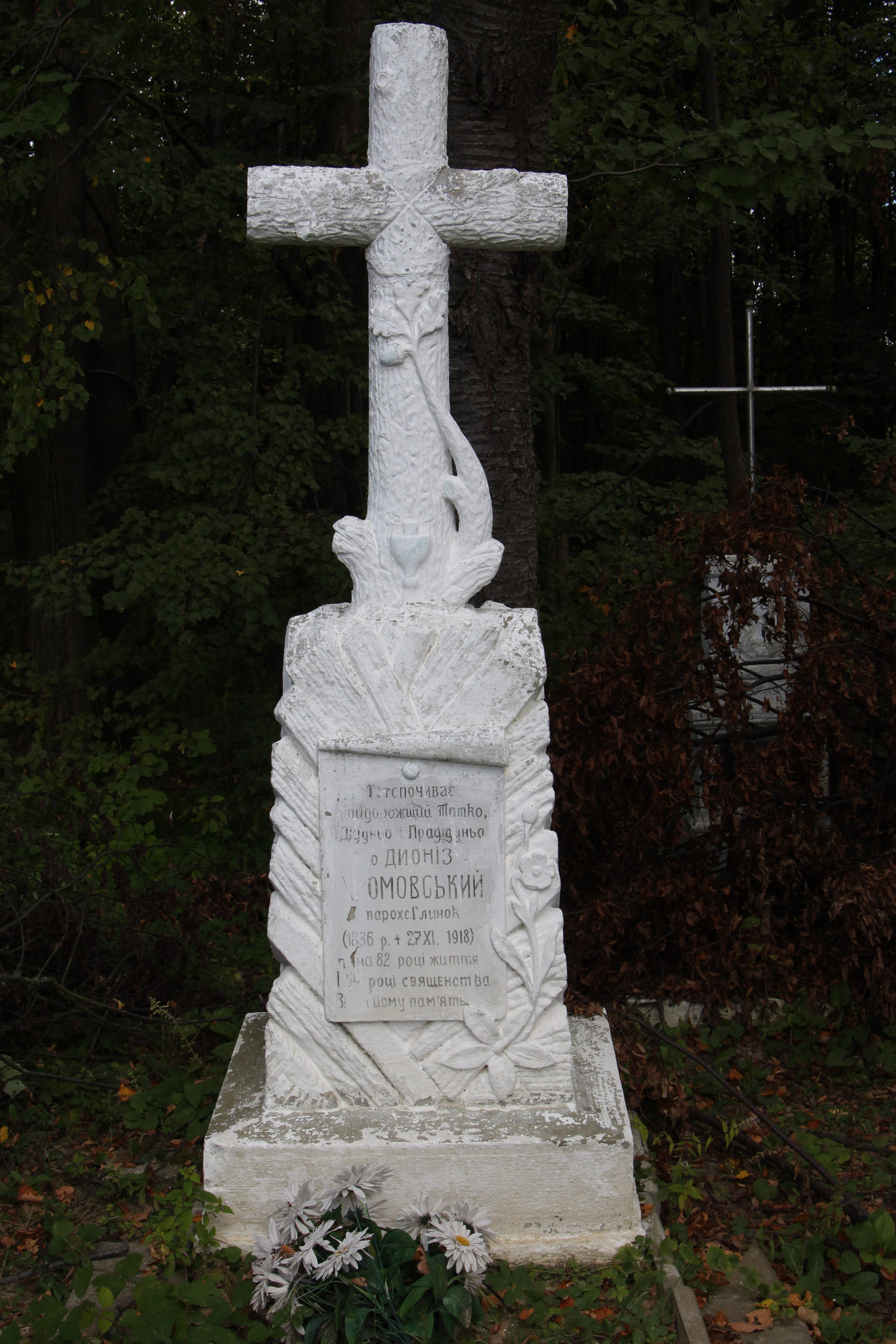
Могила отця Дионіза Хромовського, пароха с. Глинок (1836 - 1918)
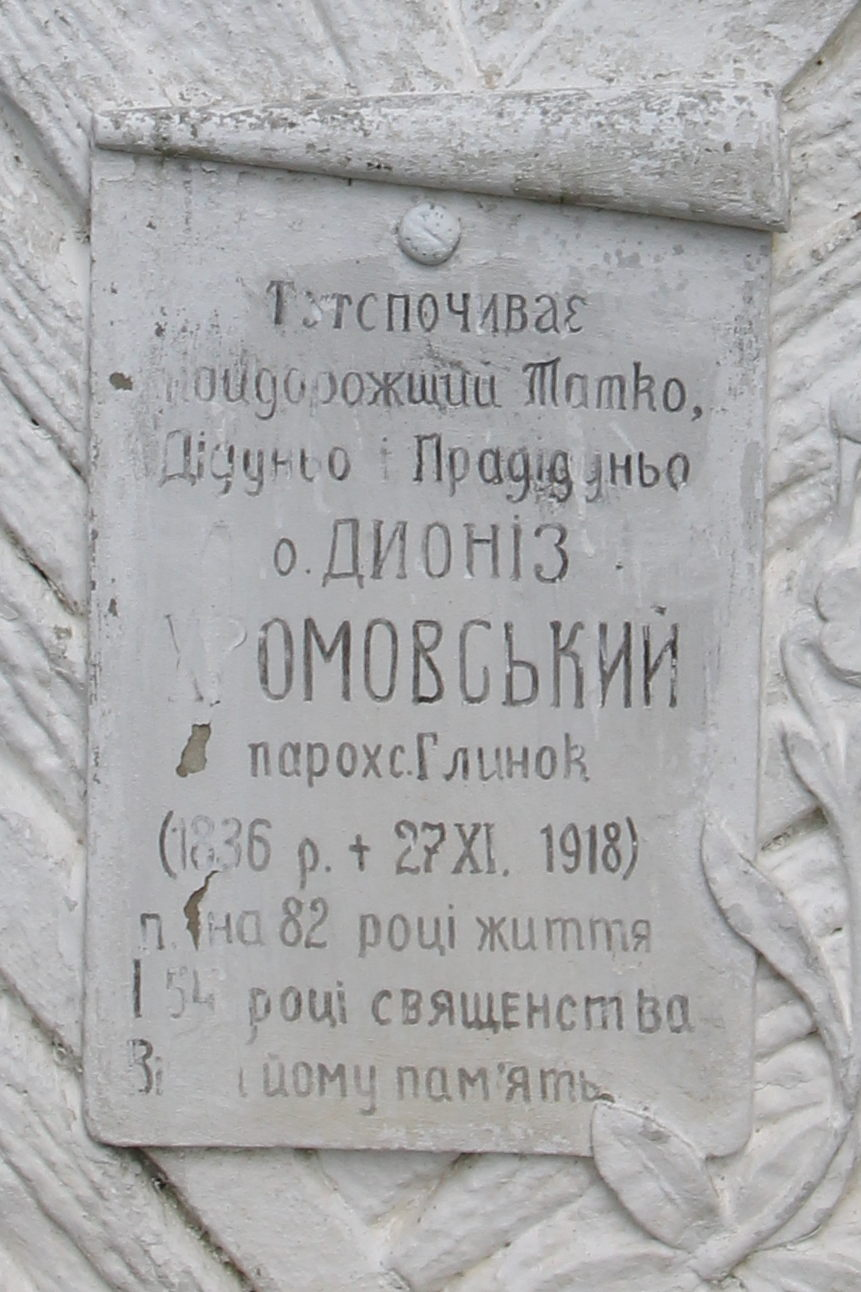
Напис на могилі отця Дионіза Хромовського, пароха с. Глинок (1836 - 1918)

## Джерело
- Continuatio Edictorum Et Mandatorum Universalium in Regnis Galiciæ Et Lodomeriæ… — Lemberg, 1811. — S. 15. (нім.) (пол.)